# Olifant (танк)
Olifant (укр. «слон») — південноафриканський основний бойовий танк, модифікація британського танка «Центуріон».

## Історія
У 1976 році в ПАР було розпочато програму модернізації британських танків «Центуріон», які перебували на озброєнні Південно-Африканських сил оборони з кінця 1950-х років. Загалом було закуплено близько 200 машин.
На Olifant Mk.1A замість 83-мм, використана 105-мм гармата L7A1, встановлений лазерний далекомір, балістичний обчислювач, 81-мм димові гранатомети, підсвічувальний нічний приціл командира, перископічні прилади спостереження з електронно-оптичним посиленням зображення у водія. Англійські двигуни «Метеор» замінено на американський дизельний двигун AVDS-1750, використано американську автоматичну гідромеханічну трансмісію. Місткість паливних баків доведена до 1280 л. Наприкінці 1970-х років модернізацію пройшла 221 машина.
Наступна модернізована версія Mk.1B була прийнята на озброєння в 1991 році. Переобладнано лише 50 одиниць.
Головне озброєння залишилося тим самим - південноафриканський варіант англійської 105-мм танкової гармати L7A1. На відміну від інших модифікацій «Центуріона», на гарматі «Оліфанта-1B» був теплоізоляційний кожух зі склопластику; приводи наведення гармати та розвороту вежі - електричні. У навідника встановлювався перископічний приціл зі стабілізованою лінією візування та вбудованим лазерним далекоміром.

## Оператори
- Південно-Африканська Республіка — 26 Olifant Mk.2, 141 Olifant Mk.1B та 34 Olifant Mk.1A (+133 Mk.1A на зберіганні), станом на 2011 рік[2] [3].